# Vita Palamar
Viktoriya Hryhorivna Palamar (Oekraïens: Вікторія Григорівна Паламар) (12 oktober 1977) is een Oekraïense hoogspringster. Ze nam tweemaal deel aan de Olympische Spelen, maar won hierbij geen medailles.

## Biografie
De eerste internationale prestatie van formaat van Palamar was een zesde plaats bij de WK junioren van 1996 in Sydney met een hoogte 1,85 m. Op de Olympische Spelen van Sydney in 2000 behaalde ze een zevende plaats. Palamar werd in 2001 voor de eerste maal Oekraïens kampioene hoogspringen en won later dat jaar een gouden medaille op de universiade in Peking door de Canadese Nicole Forrester en de Kroatische Nevena Lendjel te verslaan.
Tijdens de Wereldatletiekfinale in 2003 evenaarde ze haar persoonlijk record van 2,01 en veroverde hiermee een zilveren medaille. Twee jaar later won ze bij ditzelfde evenement wederom zilver.
In 2007 won Vita Palamar op de Memorial Van Damme een bronzen medaille achter de Kroatische Blanka Vlašić en de Russische Jelena Slesarenko. Op het WK in Osaka behaalde ze een gedeelde zevende plaats.
Op het WK indoor in 2008 sprong Vita Palamar vervolgens ook indoor over 2,01. Het leverde haar naast een derde plaats ook een nieuw nationaal indoorrecord op. Later dat jaar was ze present op de Olympische Spelen in Peking. Ze speelde er een rol van betekenis en werd uiteindelijk vijfde met 1,99, haar beste olympische resultaat.
Palamar is aangesloten bij ZS Kyiv.

## Titels
- Oekraïens kampioene hoogspringen - 2001, 2003

## Persoonlijke records
| Onderdeel              | Prestatie          | Datum            | Plaats   |
| ---------------------- | ------------------ | ---------------- | -------- |
| hoogspringen (outdoor) | 2,01 m             | 15 augustus 2003 | Zürich   |
| hoogspringen (indoor)  | 2,01 m (nat. rec.) | 9 maart 2008     | Valencia |

## Prestaties

### Kampioenschappen
| Jaar | Wedstrijd            | Plaats      | Resultaat | Extra  |
| ---- | -------------------- | ----------- | --------- | ------ |
| 1996 | WK junioren          | Sydney      | 6e        | 1,85 m |
| 2000 | EK indoor            | Gent        | 5e        | 1,92 m |
|      | OS                   | Sydney      | 7e        | 1,96 m |
| 2001 | WK indoor            | Lissabon    | 5e        | 1,93 m |
|      | WK                   | Edmonton    | 5e        | 1,94 m |
|      | Universiade          | Peking      | 1e        | 1,96 m |
|      | Goodwill Games       | Brisbane    | 3e        | 1,93 m |
| 2003 | Wereldatletiekfinale | Monte Carlo | 2e        | 2,01 m |
|      | WK                   | Parijs      | 5e        | 1,95 m |
| 2004 | WK indoor            | Boedapest   | 4e        | 1,97 m |
|      | Wereldatletiekfinale | Monte Carlo | 8e        | 1,88 m |
| 2005 | WK                   | Helsinki    | 5e        | 1,93 m |
|      | Wereldatletiekfinale | Monte Carlo | 2e        | 1,93 m |
| 2007 | WK                   | Osaka       | 7e        | 1,94 m |
|      | Wereldatletiekfinale | Stuttgart   | 6e        | 1,94 m |
| 2008 | WK indoor            | Valencia    | 3e        | 2,01 m |
|      | OS                   | Peking      | 5e        | 1,99 m |

### Golden League-podiumplekken
| Jaar | Wedstrijd             | Plaats      | Resultaat | Extra  |
| ---- | --------------------- | ----------- | --------- | ------ |
| 2001 | Meeting Gaz de France | Saint-Denis | 3e        | 1,98 m |
|      | Bislett Games         | Oslo        | 2e        | 1,95   |
|      | Herculis              | Monaco      | 2e        | 1,97 m |
|      | Weltklasse Zürich     | Zürich      | 2e        | 1,99 m |
|      | Memorial Van Damme    | Brussel     | 1e        | 1,99 m |
| 2003 | Bislett Games         | Oslo        | 2e        | 1,99 m |
|      | Golden Gala           | Rome        | 2e        | 1,97 m |
|      | ISTAF                 | Berlijn     | 2e        | 1,99 m |
|      | Weltklasse Zürich     | Zürich      | 2e        | 2,01 m |
| 2007 | Bislett Games         | Oslo        | 3e        | 1,96 m |
|      | Memorial Van Damme    | Brussel     | 3e        | 1,99 m |
| 2008 | Bislett Games         | Oslo        | 3e        | 1,94   |